# موفمبر

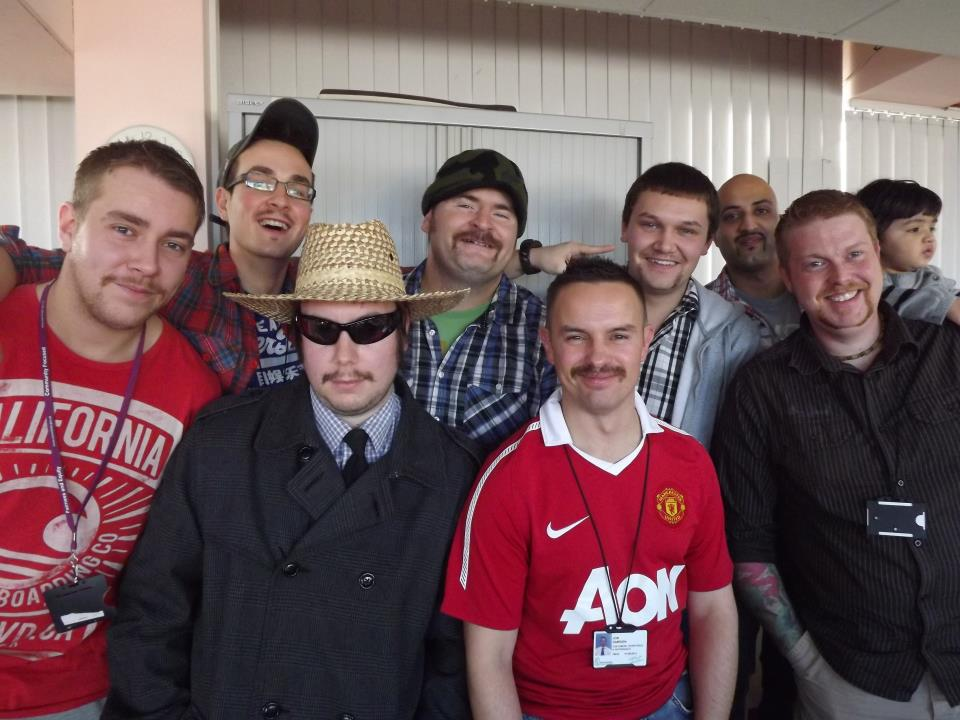
مجموعة من الرجال يعرضون شواربهم لمنظمة موفمبر.

منظمة موفمبر (بالإنجليزية: Movember) هو حدث سنويّ بدأ في عام 2004م بهدف التوعية بأمراض الرجال الصحيّة، مثل سرطان البروستات، الخصية وضغط الدم، ويمتد لشهر كامل في أستراليا، ونيوزلندا، وجمهورية أيرلندا، كندا، إسبانيا والمملكة المتحدة، تشيكيا، والولايات المتحدة الأمريكية وتايوان، وجنوب أفريقيا، وأهم ما يميزه هو تربية الرجال المشاركين فيه لشواربهم، وهو السبب في تسميته بـ موفمبر، وهو اسم مكون من الدمج ما بين كلمة موستاش (بالإنجليزية: Mustache) والتي تعني شاربًا في اللغة العربية، وكلمة نوفمبر (بالإنجليزية: November) وهو الشهر الذي ينطلق فيه الحدث بحيث يشجع "موفمبر" الرجال على الكشف المبكر عن السرطان من خلال إجراء فحوصات سنوية، والاطلاع على التاريخ المرضي العائلي، كما يسعى إلى تقليل عدد الوفيات حيث في عام 2012م صنفت مجلة جلوبال جورنل منظمة "موفمبر" كواحدة من أفضل 100 منظمة غير حكومية في العالم.

## لمحة تاريخية
في إحدى الأُمسيات عام 1999، بثت أخبار شبكة سفن المسائية خبرًا عن مجموعة من الرجال الشباب في أديلايد شمال أستراليا صاغوا مصطلح «موفمبر» وابتكروا فكرة تطويل الشارب لدعم الأعمال الخيرية ، وفي التقرير الإخباري، شرح الأعضاء المؤسسون للمنظمة كيف أنّ الفكرة خطرت لهم أثناء تواجدهم في حانة. بدأت الحملة بـ 80 رجلًا من مدينة أديلايد، وسرعان ما أصبحت ظاهرة على مستوى البلاد، كان هدفهم جمع النقود من أجل جمعية حماية الحيوانات (RSPCA) وذلك ببيع قمصانٍ ذات أكمام قصيرة كتب عليها «شارب طويل من أجل شارب»، وفي عام 2004م نظم مجموعة من 30 رجلًا حدثًا أطالوا فيه شواربهم طيلة شهر نوفمبر بهدف التوعية بسرطان البروستاتا والاكتئاب لدى الرجال، هذه المجموعة أصبحت فيما بعد مؤسسة موفمبر الخيرية.

## الأحداث الخيرية
منذ عام 2004م استخدمت الهيئة الخيرية لشارين الثاني هذا الحدث لرفع الوعي الاجتماعي والمادي بقضايا الرجل الصحية في كل من أستراليا ونيوزلندا. العائدات المادية ستعود للهيئة الأسترالية لسرطان البروستات، مجتمع السرطان والصحة الذهنية في نيوزلاندا، وماوراء الاكتئاب. في 2007 أطلقت الهيئة أحداثًا في كندا وعادت الأرباح المادية لصالح هيئة أبحاث سرطان البروستات في كندا، إسبانيا (FEFOC)، المملكة المتحدة (الجمعية الخيرية لسرطان البروستات)، وفي الولايات المتحدة (هيئة سرطان البروستات) في عام 2008م بدأت هيئة شارين الثاني بإطلاق الحدث في جمهورية إيرلندا، وكان المستفيد من الحدث هو فعالية سرطان البروستات وهي مبادرة من جمعية السرطان الإيرلندية. حدث شارين الثاني أطلق بشكل غير رسمي في جزر كايمان من قبل لجنة شارين الثاني منذ عام 2006م، وكان هذا الحدث برعاية CML والعائدات لجمعية سرطان جزر كايمان. لم تتولى رسميًا لجنة شارين الثاني الأصلية، لكنها لا زالت تشجع الناس للاشتراك بفعاليات الحدث لتقديم دعمهم المادي لأي جهة خيرية يظنون أنها تستحق دعمهم. في عام 2009م قام لاعبو فريق لعبة الرجبي في أستراليا باستعراض للشوارب خلال سلسلة اختبارات الكهولة.

## السّفراء
العديد من الرياضيين الأستراليين ذوي مكانة مهمة، مشاهير وأصحاب مقامات رفيعة قاموا بدعم هيئة شارين الثاني، من بينهم بطل العالم بركوب الأمواج ميك فانينج ، المعلقة الصحفية والمؤلفة والمقدمة سامانثا بريت، وأشهر مقدم رياضي في يومنا هذا كاميرون وليامز، وشريك السكن للفائز السابق بمسابقة الأخ الأكبر رايان فيتزجيرالد، ولاعب فريق Queensland للكريكت آندرو سايموندز والعديد من لاعبي AFL.

## خلافات

### الجامعة الإسكتلنديّة
في تشرين الثاني 2007 في الجامعة الاسكتلندية في ويلينغتون، نيوزيلندا، العديد من الطلاب المتخرجين حُرموا من جائزة نهاية السنة بسبب تطويل الشارب، وقد هددت الجامعة بحرمان الطلاب الأكبر سنًا من امتحانات NCEA (التأهيلات الرسمية للمدرسة الثانوية) بسبب تطويل الشارب خلال تشرين الثاني (نوفمبر).

### مؤسسة الإنفاق والمحاسبة
عام 2007م ظهرت أحداث مؤسسة موفمبر في برنامج اليوم الليلة للصحيفة الشعبية الأسترالية التي انتقدت مؤسسة الإنفاق على التكاليف الغير مناسبة ورواتب التشغيل والمدراء العالية. الملخص المالي لعام 2008م لحملة موفمبر الأسترالية بين أن مصاريف الحملة (إدارة الصندوق وجمع التبرعات) قدرت ب 8% من الميزانية. في 2009م كان المبلغ 9% من المبلغ الكلي، أي أن متوسط «التكلفة لجمع التبرعات» للجمعيات الخيرية الأسترالية لعام 2008م كان 18%.

## وصلات خارجية
- الموقع الرسمي لمؤسسة موفمبر
- الموقع الأصلي للجمعية
- http://www.motimelapse.com/